# 사포닌

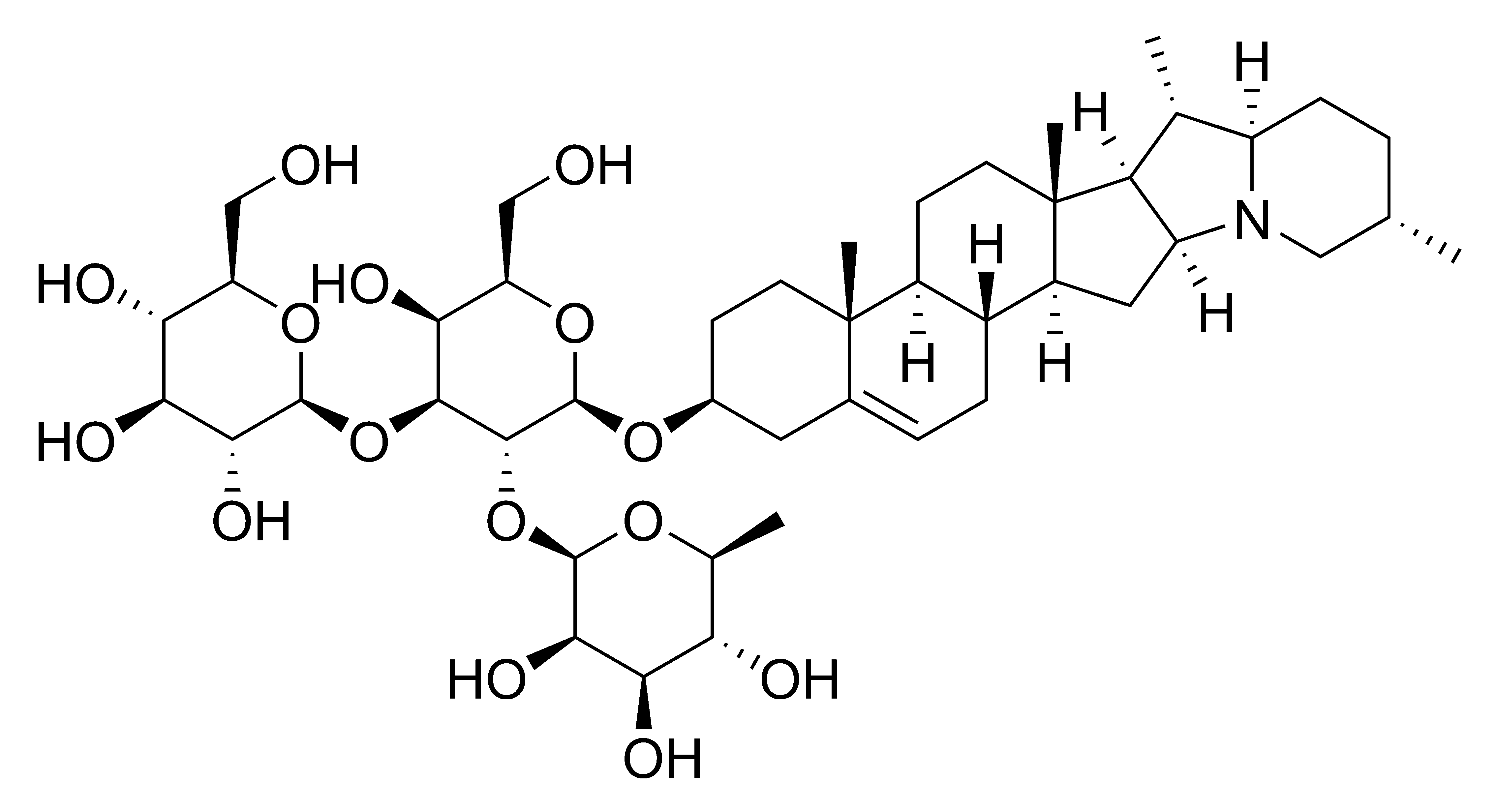
사포닌 솔라닌의 화학 구조

사포닌(영어: saponin)은 스테로이드, 스테로이드알카로이드 혹은 트리텔펜(triterpene)의 배당체로, 물에 녹아 비누식의 발포작용을 나타내는 물질의 총칭이다. 여러 식물에 존재하며, 일부의 극피동물(불가사리, 해삼)의 몸 안에도 포함되어 있다. 사포닌은 인체의 면역력을 높이는 성분으로 알려져있으며, 특히 인삼에 함유된 사포닌 종류인 진세노사이드(ginsenoside)와 엘루테로사이드(eleutheroside)가 유명하다.

## 어원
사포닌은 사포나리아속(Saponaria) 식물에서 추출해서 그 이름이 붙었다. 사포나리아라는 이름은 라틴어로 ‘비누’라는 뜻의 sapo에서 비롯했으며, 실제로 이 식물로 비누를 만들었기 때문에 붙은 이름이다.

## 사포닌을 함유한 음식
사포닌을 함유한 음식은 콩, 파, 더덕, 도라지, 두릅, 미나리, 마늘, 양파, 영지버섯, 은행, 칡, 우슬(쇠무릎) 등이다. 이중에서도 인삼과 홍삼은 단연 유명하다.

### 인삼과 사포닌
32종류의 사포닌을 비롯하여 가장 많은 양의 사포닌을 함유하고 있는 것이 바로 인삼이다.

### 인삼사포닌의 특징
사포닌에 항암 효과가 있다는 연구 결과가 있지만, 안전성과 효과의 확실성을 검증하기 위해서는 아직 많은 연구가 필요하다. 백내장과 관련된 실험(서울대학교 부속병원 안과 이진학 교수팀의 실험, 미국 백내장굴절학회와 대한안과학회 춘계학술대회에서 2005년 9월에 발표)에서도 인삼 사포닌은 우수한 효과를 거둔 것으로 나타났다.
또한, 인삼 사포닌의 배당체를 진세노사이드라고 명명하여 구분하기도 한다.

## 같이 보기
- 강심배당체
- 피토케미컬